# Танака, Ёсики
Ёсики Танака (яп. 田中芳樹 Tanaka Yoshiki, 22 октября 1952) — японский писатель-фантаст. Член Японского клуба писателей-фантастов.

## Биография
Родился 22 октября 1952 года в префектуре Кумамото в городе Хондо (ныне Амакуса). Его настоящее имя Мики Танака (яп. 田中美樹). Получил докторскую степень в области японской литературы в токийском университете Гакусюин.
В 1978 году опубликовал в журнале своё первое литературное произведение — «Зелёный луг…». Первый роман издал в 1981 году.
Танака является страстным поклонником китайской истории и написал несколько романов в Китае. Он так же опубликовал два перевода китайской литературы: «Суй Тан Яньи» (隋唐演義, «История [династий] Суй и Тан») и «Шо Юэ Куан Чжуань» (說岳全傳, «Сказании о Юэ Фэе»). Любимые писатели — Жюль Верн, Айзек Азимов и Эллери Куин.

## Адаптации
Ряд произведений Танаки, «Легенда о героях Галактики», «Героические легенды Арслана», «Рёко Якусидзи и загадочные преступления», «Титания», «Легенда о Королях-драконах», Appleland Monogatari, были адаптированы как аниме и манга.

## Награды
В 1988 году был удостоен японской фантастической премии «Сэйун» за лучший фантастический роман («Легенда о героях Галактики»).